# 弗爾赫拉比

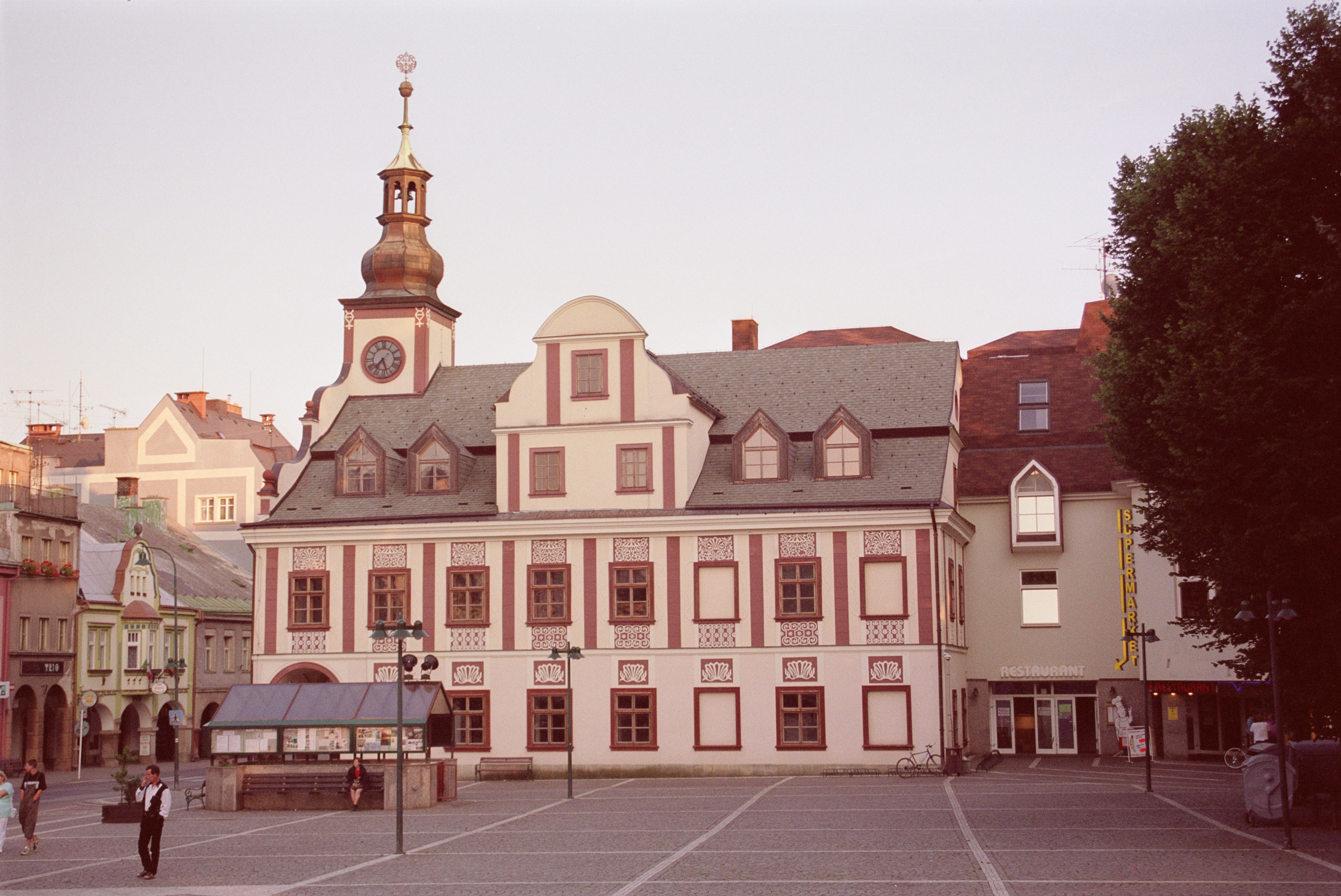

弗爾赫拉比是捷克的城鎮，位於該國北部，距離特魯特諾夫20公里，由赫拉德茨-克拉洛韋州負責管轄，面積27.66平方公里，海拔高度477米，2006年人口13,415。

## 外部連結
- Municipal website
- Infos zur Geschichte, Karte, Bilder, 360 Grad Panoramen (QuickTime) （页面存档备份，存于）
- Heimatkreis Hohenelbe / Riesengebirge （页面存档备份，存于） （德文）